# Тамшакет
Тамшакет (араб. تامشكط‎, фр. Tamchekett) — город, расположенный в южной части Мавритании, в области Ход-эль-Гарби, в департаменте Тамшакет. Находится на высоте 195 м над уровнем моря.
В 1958 году в Тамшакете родилась Фатимату Абдель Малик, которая затем стала первой женщиной-мэром в истории Мавритании.
Население по данным на 2000 год составляло 1915 человек. К северу от города Тамшакет находятся руины города Аудагоста V-VI века н. э..
В настоящее время при содействии ООН община Тамшакета успешно проводит мероприятия по охране и восстановлению деградированных окрестных земель.